# Cadillac Catera
Cadillac Catera – samochód osobowy klasy wyższej produkowany pod amerykańską marką Cadillac w latach 1996–2001.

## Historia i opis modelu

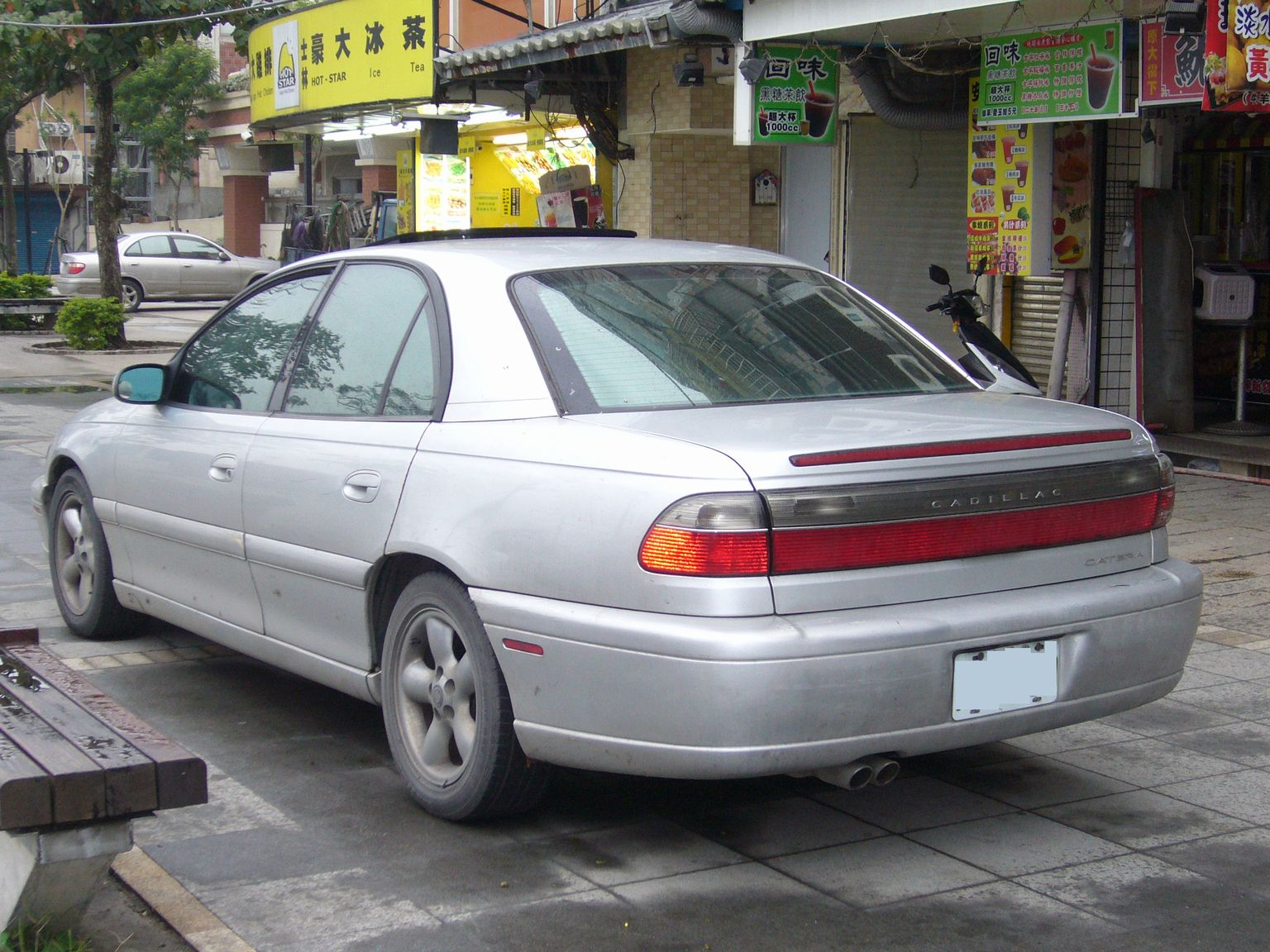
Cadillac Catera – tył

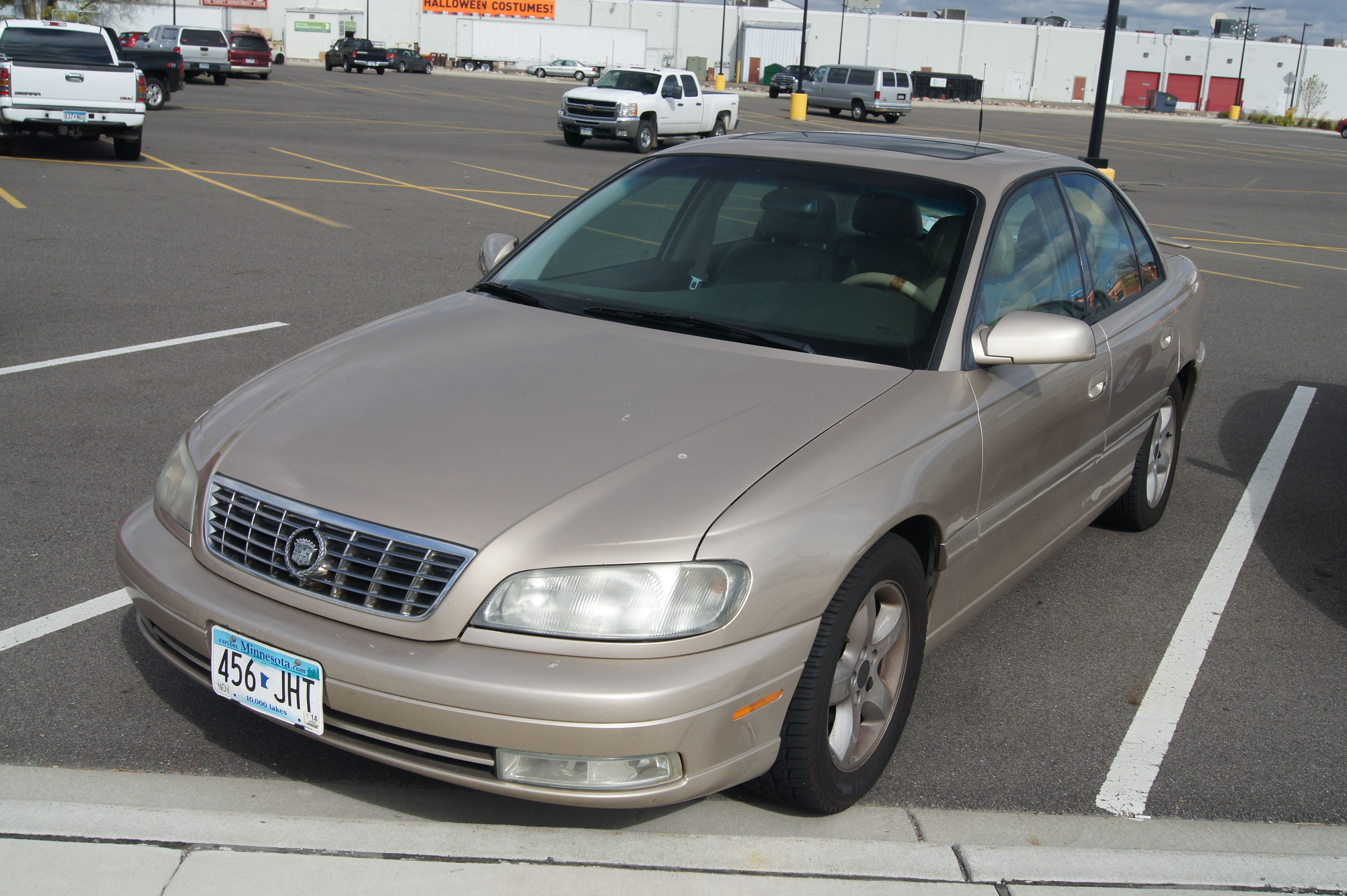
Cadillac Catera po liftingu

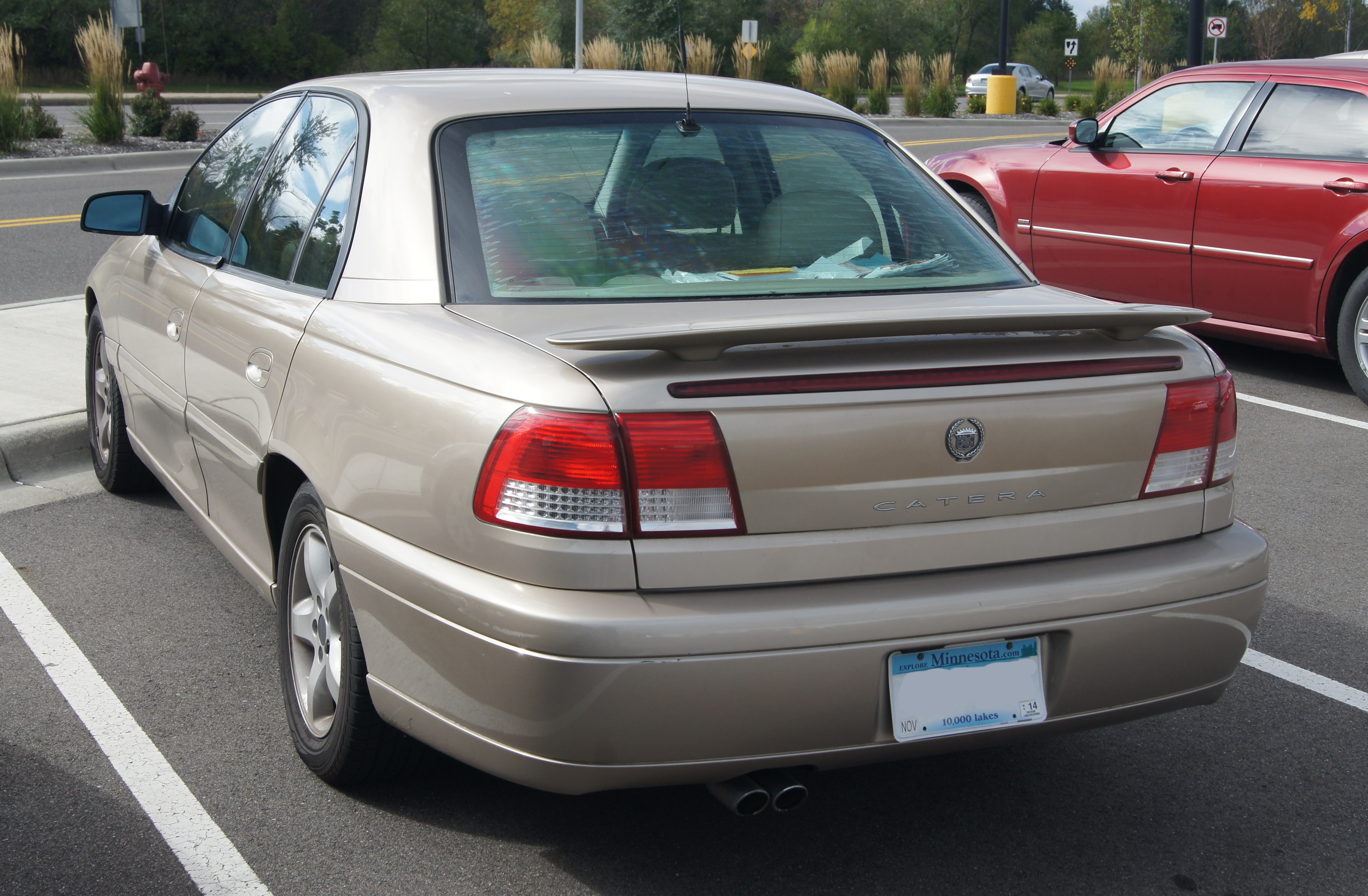
Cadillac Catera – tył po liftingu

W 1996 roku Cadillac zdecydował się poszerzyć ofertę w Ameryce Północnej o sedana klasy wyższej zapożyczonego z europejskiej oferty marek Opel i Vauxhall modelu Omega. Catera powstała w ramach często stosowanej przez koncern General Motors polityki badge engineering, na mocy której produkowano ją na tej samej linii produkcyjnej co model Opla w niemieckich zakładach w Rüsselsheim. Różnice wizualne ograniczały się do innej atrapy chłodnicy, delikatnie zmodyfikowanego przedniego zderzaka oraz innego pasa tylnego gdzie dodano plastikowe nakładki optycznie tworzące z oświetlenia jeden pas biegnący przez całą szerokość nadwozia.
Producent pojazdu początkowo zamierzał zamontować pod maskę pojazdu mocniejszy silnik V8 o pojemności 7 litrów z Chevroleta Corvette, ale okazało się, że Catera ma pod maską zbyt mało miejsca. Cadillac próbował modyfikować ścianę grodziową, układ kierowniczy, kolektory. Ostatecznie, po powstaniu kilku prototypów cały projekt został uznany za porażkę.
W przeciwieństwie Opla Omegi, oferta modelu Cadillac Catera została okrojona z wersji kombi, tańszych wariantów wyposażenia i słabszych jednostek napędowych połączonych z manualną skrzynią biegów. Do napędu samochodu użyto tylko silnika V6 od GM o pojemności 3 litrów. Moc przenoszona była na koła tylne poprzez 4-biegową automatyczną skrzynię biegów typu GM 4L30-E.

### Lifting
Wraz z gruntowną modernizacją europejskiego Opla Omega, także i Cadillac Catera w 2000 roku został zrestylizowany. Pojawił się nowy pas przedni z nowym kształtem reflektorów, większą atrapą chłodnicy i wygładzonymi zderzakami. Zmienił się też kształt tylnego zderzaka i zamontowano inne tylny lampy, między którymi nie było już plastikowej nakładki odblaskowej. Ponadto, zmodyfikowano także wygląd kabiny pasażerskiej. Pod tą postacią, Cadillac Catera produkowany był przez kolejny rok, po czym wycofano go z oferty marki. Następcą został później model CTS.

### Silniki
| Silnik             | Pojemność skokowa [cm³] | Typ silnika        | Układ zasilania       | Średnica x skok cylindra [mm] | Stopień sprężania  | Moc maksymalna [KM] przy obr./min  | Maks. moment obrotowy [Nm] przy obr./min | Przyspieszenie 0–100 km/h [s] | Prędkość maks. [km/h] |
| Silniki benzynowe: | Silniki benzynowe:      | Silniki benzynowe: | Silniki benzynowe:    | Silniki benzynowe:            | Silniki benzynowe: | Silniki benzynowe:                 | Silniki benzynowe:                       | Silniki benzynowe:            | Silniki benzynowe:    |
| ------------------ | ----------------------- | ------------------ | --------------------- | ----------------------------- | ------------------ | ---------------------------------- | ---------------------------------------- | ----------------------------- | --------------------- |
| 3.0 V6             | 2962 cm³                | V6, DOHC           | wtrysk Bosch Motronic | 86,00 × 85,00                 | 10,8:1             | 203 KM (149 kW) przy 6000 obr./min | 270 Nm przy 3400 obr./min                | 8,5 s                         | 201 km/h              |

## Cadillac Catera Steinmetz Concept
Samochód koncepcyjny pokazany podczas Chicago Auto Show w 1999 roku jako odpowiedź na słabą sprzedaż Catery w związku z nieudaną akcją marketingową Cadillaca. Zbudowany na bazie Opla Omegi B koncept miał 3 litrowy silnik V6 Opla z kompresorem napędzanym paskiem z dołożonym intercoolerem generującym moc 284KM i 370nm momentu obrotowego co pozwalało rozpędzić Cadillaca od 0 do 60mph (ok. 97 km/h) w czasie około 6,1s. Automatyczna skrzynia biegów pozostała z fabrycznej Catery.
Cadillac zwrócił się do Steinmetza (niemieckiej firmy specjalizującej się w tuningu Opli), by zbudować atrakcyjny concept car. Modyfikacji poddana została zewnętrzna część samochodu (dodane zostały lusterka Steinmetz, dokładki zderzaków oraz nakładki boczne progów) oraz wewnętrzna (sportowe, skórzane przednie fotele, nakładki pedałów oraz podstopnica z aluminium, sportowa kierownica Atiwe). Ważniejsze zmiany zastosowano pod podwoziem – zawieszenie zostało obniżone oraz otrzymało sztywniejsze stabilizatory, zastosowano 18" felgi ze stopów lekkich w dwóch szerokościach wraz z oponami Michelin. Szerokość opon, które zastosowano to kolejno 235/40/18 z przodu i 265/35/18 z tyłu. Hamulce z przodu zyskały dwutłoczkowe zaciski. 334 milimetrowe wentylowane tarcze zastosowano zarówno z przódu, jak i z tyłu pojazdu. Nadwozie zyskało energetyczny kolor Orange Fire paint z palety PPG, który mocno przykuwał wzrok.
| Silnik             | Pojemność skokowa [cm³] | Typ silnika        | Układ zasilania       | Średnica x skok cylindra [mm] | Moc maksymalna [KM] przy obr./min  | Maks. moment obrotowy [Nm] przy obr./min | Przyspieszenie 0-60 mph [s] | Prędkość maks. [km/h] |
| Silniki benzynowe: | Silniki benzynowe:      | Silniki benzynowe: | Silniki benzynowe:    | Silniki benzynowe:            | Silniki benzynowe:                 | Silniki benzynowe:                       | Silniki benzynowe:          | Silniki benzynowe:    |
| ------------------ | ----------------------- | ------------------ | --------------------- | ----------------------------- | ---------------------------------- | ---------------------------------------- | --------------------------- | --------------------- |
| 3.0 V6 + kompresor | 2962 cm³                | V6, DOHC           | wtrysk Bosch Motronic | 86,00 × 85,00                 | 284 KM (214 kW) przy 6100 obr./min | 370,14 Nm przy 5200 obr./min             | 6,1 s                       | 254 km/h              |